# Liu Chao-shiuan
Liu Chao-shiuan (chino tradicional: 劉兆玄; Wade-Giles: Liu Chao-hsuan; pinyin: Liú Zhàoxuán; Nacido en Liuyang, Hunan, República de China el 10 de mayo de 1943) fue el Premier de la República de China (Taiwán) entre 2008 y 2009, profesor, y Presidente de la Universidad de Soochow, milita en el Partido Kuomintang de Taiwán
Liu nació en Liuyang, Hunan en 1943. El recibió su licenciatura de la Universidad Nacional de Taiwán en 1965 y el grado Ph.D de la Universidad de Toronto en 1971. 
Él fue un escritor de libros e incluso publicó una novela de la ficción de antiguos exploradores chinos que practican las artes marciales. 
Liu comenzó a recibir la opinión pública cuando él fue el presidente de la Universidad Nacional de Tsing-hua en Hsinchu antes de 1993. En aquel momento, él y su escuela justo acogieron exitosamente el examen unido anual de la entrada colegial para la licenciatura en Taiwán.
Entonces, Liu fue ministro del Transporte, entre 1993 y 1996. Él fue vice primer ministro desde 1997 hasta 2000. El llegó a ser el presidente de la Universidad de Soochow en 2004. 
Liu fue elegido por el actual presidente Ma Ying-jeou para llegar a ser el premier de la República de China en abril de 2008. Su término como Premier tomó el afecto con la administración entrante de Ma en el 20 de mayo de 2008.
Liu y su gabinete renunciaron de forma masiva el 10 de septiembre de 2009, tras hacer Liu su dimisión de forma pública unos días atrás. Fue sucedido por Wu Den-yih
| Predecesor: Chang Chun-hsiung | Primer ministro de la República de China 2008 - 2009 | Sucesor: Wu Den-yih |

- Datos: Q556828
- Multimedia: Liu Chao-shiuan / Q556828